# 千手堂駅
千手堂駅（せんじゅどうえき）は、岐阜県岐阜市真砂町にあった、名古屋鉄道の駅および停留場である。
岐阜市内線と鏡島線の2路線が乗り入れていたが、前者は2005年に、後者はそれに先立つ1964年に廃止された。

## 歴史
当駅に乗り入れていた2路線の前身はいずれも美濃電気軌道の路線である。先に開業したのは鏡島線で、1924年（大正13年）に開業した際は同社の他の路線とは接続しない孤立路線であった。ただ翌年には市内線が徹明町駅から当駅まで延伸してきたことで2路線の接続地点となった。同年中には市内線が当駅からさらに忠節方面へ延伸している。
以降は市内線と鏡島線の乗換駅としての役割を果たしていたが、輸送能力が貧弱であった鏡島線はモータリゼーションの進展を受けて1964年（昭和39年）に廃止、バス路線に転換された。その後2005年（平成17年）には残った岐阜市内線も廃止され、当停留場も廃駅となった。
- 1924年（大正13年）4月21日 - 美濃電気軌道により鏡島線の当駅 - 鏡島間が開通し駅開業[2][3]。当時は他線区との接続がない孤立路線であった。
- 1925年（大正14年）
  - 6月1日 - 市内線の徹明町 - 当停留場間が開業し、市内線と接続。徹明町 - 鏡島間で直通運転を開始[2]。
  - 12月11日 - 市内線の当停留場 - 忠節橋間が開業[4]。分岐駅となる。
- 1930年（昭和5年）8月20日 - 美濃電気軌道が名古屋鉄道（初代。同年中に名岐鉄道に改称し、1935年より名古屋鉄道に再改称）に合併。同社の岐阜市内線の停留場、および鏡島線の駅となる[2]。
- 1946年（昭和21年）4月30日 - 空襲で焼失していた駅舎が復旧[2]。
- 1950年（昭和25年）
  - 6月10日 - 鏡島線の当駅 - 森屋駅間が道路拡幅工事のため休止[4][5]。
  - 7月11日 - 当駅 - 森屋駅間が運行再開[4]。併用軌道化。
- 1964年（昭和39年）10月4日 - 鏡島線が廃線[2]。
- 2005年（平成17年）4月1日 - 岐阜市内線の廃線に伴い廃止[4]。

## 駅構造
廃止時は相対式2面2線の乗り場を持っていた。ただし道路との併用軌道上で、安全地帯はなく、路面を「グリーンベルト」と称して緑色に塗装してあるだけだった。岐阜市内線は、ここで90度向きを変え、忠節駅方面へと北上しており、曲線を曲がる手前に下りの乗り場、曲がったさきに上りの乗り場が設置されていた。2つの乗り場は交差点を挟んで配置されていたため、電車が信号待ちをしている間でも乗車することができた。

### 配線図
|                                  | ↑ 忠節方面            |              |
| ← 鏡島線 森屋方面 （1964年廃止） | 千手堂駅 構内配線略図 | → 徹明町方面 |
| 凡例 出典:                       |                       |              |

## 駅周辺
- スーパータイヨー
- ホテルグランヴェール岐山
- 岐阜真砂郵便局

## 隣の駅
名古屋鉄道
岐阜市内線
金町駅 - 千手堂駅 - 本郷町駅
鏡島線
千手堂駅 - 鍵屋駅

## 参考書籍
- 名鉄600V線の廃線を歩く－惜別の“岐阜線”と空港線誕生 （JTBキャンブックス）、徳田 耕一 （著） JTBパブリッシング発行(2005-3-1) ISBN 978-4533058837
- 日本鉄道旅行地図帳 ―全線全駅全廃線 7号 東海（新潮「旅」ムック）、日本鉄道旅行地図帳編集部 （編） 新潮社 (2008-11-18) ISBN 978-4-10-790025-8